# Латеранские соглашения
Латера́нские соглаше́ния — система договоров между итальянским государством и Святым Престолом. Привели к правовому урегулированию взаимных претензий между Италией и Святым Престолом, к разрешению «Римского вопроса», существовавшего с 1870 года; определили права и привилегии Римско-католической церкви, её положение в Итальянском королевстве.

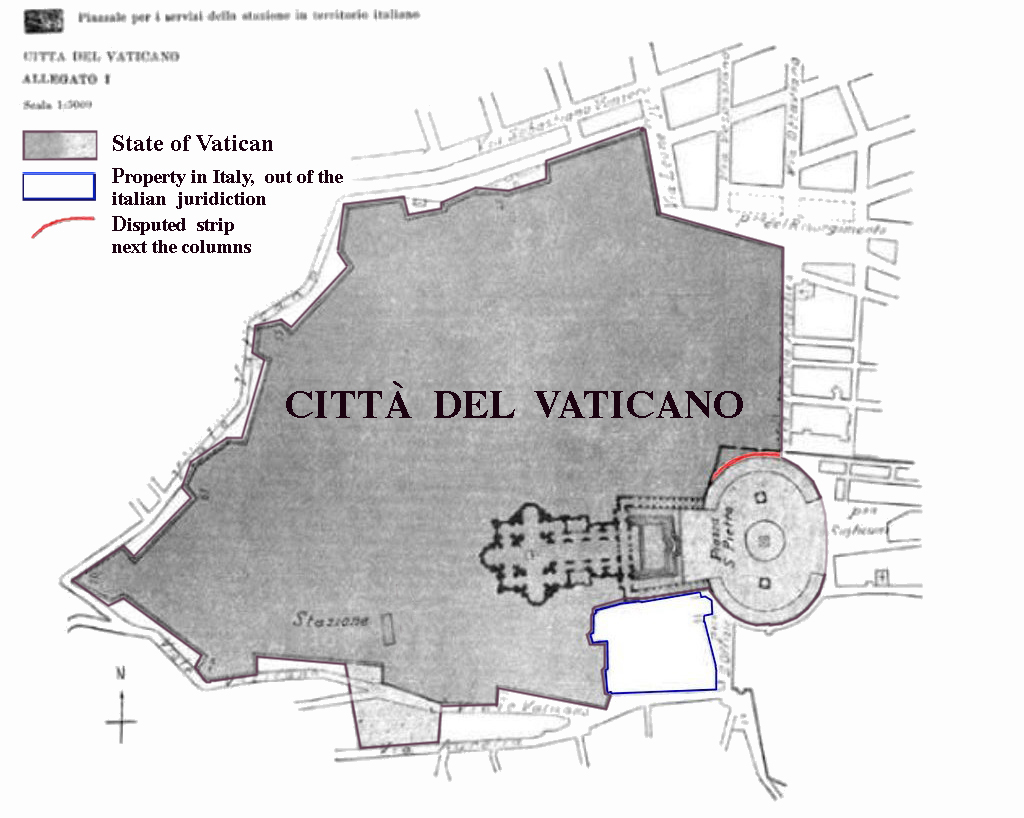
Территория Ватикана согласно Латеранским соглашениям

Подписаны 11 февраля 1929 года в Латеранском Апостольском Дворце (Palazzo Laterano) кардиналом Пьетро Гаспарри и премьер-министром Италии Бенито Муссолини, действовавшим от имени короля Виктора Эммануила III. 
23 мая в Сенате начались дебаты о ратификации, завершившиеся 25 мая голосованием — против проголосовали шесть сенаторов, в том числе Бенедетто Кроче. Палата депутатов также проголосовала за одобрение пактов (хотя палата полностью состояла из фашистов, два голоса были «против»). Обмен ратификационными грамотами состоялся на торжественной церемонии в зале Апостольских дворцов 7 июня. В двенадцать часов Соглашения вступили в силу, и было создано государство-город Ватикан, который немедленно покинули карабинеры. Таким образом, эта территория Италии перешла к папскому престолу, а охранять её стала швейцарская гвардия. В 0 часов 8 июня вступили в силу шесть основных законов нового государства, включая Основной закон, который в ст. 1 гласит, что верховный Понтифик является сувереном государства-города Ватикан.

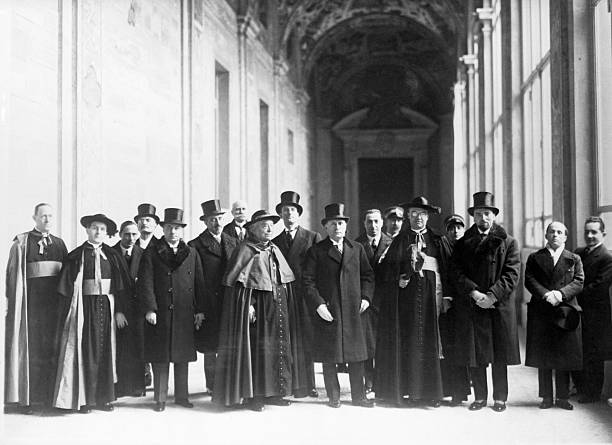
Делегации Ватикана и правительства Италии в Латеранском дворце в день подписания соглашений

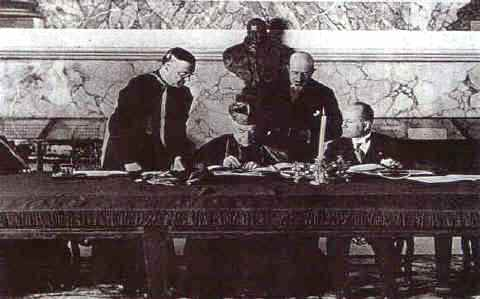
Подписание Латеранских соглашений

Состоят из договора, финансовой конвенции и конкордата. Договор признаёт католицизм «единственной государственной религией» Италии (ст. 1); светский суверенитет Святого Престола, включая международные дела (ст. 2); предусматривает формальное признание за Ватиканом статуса суверенной территории, управляемой Святым Престолом, формально именуя Ватикан — Городом Ватикан (Città del Vaticano), границы которого определяются планом, приложенным к договору (ст. 3).
Ряд статей регулирует административные вопросы, положение о специальном гражданстве для подданных Святого Престола, дипломатическом корпусе при Святом Престоле и т. д. Финансовая конвенция предусматривает выплату Италией Святому Престолу 750 млн лир в 5%-ных ценных бумагах (ст. 1); взамен Святой Престол отказывается от финансовых претензий к Италии, появившихся в результате образования итальянского государства (ст. 2; имелись в виду военная оккупация и последовавшая за этим аннексия территории Папского государства Королевством Италия в 1870 году). Для сравнения: по закону о папских гарантиях, принятому итальянским правительством в 1871 году, в качестве компенсации за утраченные владения римским папам была назначена ежегодная выплата в размере 3 225 000 лир, что на 1919 год составляло 645 000 долларов США.
Конкордат определяет права и привилегии католической церкви в Италии, государство объявляет нерабочими днями 10 церковных праздников, а также воскресенья (ст. 11); епископы обязываются присягать на верность Королю Италии как главе государства (ст. 20). Другие статьи предусматривают широкое привлечение духовенства в систему просвещения Италии, признают организацию «Католическое действие» и т. д.
В 1969 году палата депутатов Италии приняла закон, разрешавший развод; этот закон фактически отменял ст. 34 конкордата.
Некоторые пункты соглашения были пересмотрены в 1984 году. Так, например, исключительная государственная финансовая поддержка церкви также была прекращена и заменена финансированием через специальный подоходный налог с населения, называемый по итал. otto per mille — «восемь тысячных», к которому также имеют доступ другие религиозные группы, как христианские, так и нехристианские.